# Ludność Bełchatowa
W 1860 roku - według spisu sporządzonego przez ówczesnego burmistrza miasta, Majewskiego – w Bełchatowie mieszkało 325 Polaków (stanowiących 22% mieszkańców miasta), 35 Niemców (2% mieszkańców) oraz aż 1139 Żydów, stanowiących 76% mieszkańców. Według wyznania: 212 katolików, 148 ewangelików augsburskich (ponad 75% z nich uważało się za Polaków), 4 ewangelików reformowanych oraz 1139 osób wyznania mojżeszowego.
W 1890 roku w Bełchatowie mieszka 2600 mieszkańców (w tym 2000 Żydów).
Gwałtowny rozwój miasta Bełchatowa nastąpił po 1975 roku, gdy podjęto decyzję o budowie Kombinatu Górniczo–Energetycznego „Bełchatów” wraz z osiedlami mieszkalnymi, usługami i linią kolejową nr 24 łącząca KWB Bełchatów i Elektrownię Bełchatów z Piotrkowem Trybunalskim i linią kolejową nr 1. W latach 70. i 80. XX wieku wybudowano wielki zespół mieszkaniowy, a Bełchatów wraz z hotelami robotniczymi pełnił rolę miasta-sypialni dla pracowników Zespołu Górniczo-Energetycznego.
W 1986 roku Bełchatów przekroczył 50 tys. mieszkańców, w związku z tym stał się miastem prezydenckim. Pierwszym prezydentem miasta Bełchatowa został Stanisław Wojtasik.
Największą populację Bełchatów odnotował w 2002 roku – według danych GUS 63 208 mieszkańców. Od tego czasu następuje stały spadek liczby mieszkańców i wyludnienie miasta. Z roku na rok notowany jest ujemny przyrost naturalny.

## LudnośćBełchatowa
- 1890 - 2 600
- 1939 - 10 500
- 1946 - 4 780   (spis statystyczny)
- 1950 - 5 146   (spis powszechny)
- 1955 - 6 340
- 1960 - 7 327   (spis powszechny)
- 1965 - 8 359
- 1966 - 8 557
- 1970 - 9 250   (spis powszechny)
- 1971 - 9 364
- 1974 - 10 256
- 1975 - 10 836
- 1976 - 11 600
- 1977 - 15 300   (włączono Grocholice, wsie Binków, Paulinów, Politanice, Zamoście, Zdzieszulice, część Dobrzelowa i Domiechowic)[6]
- 1978 - 22 600   (spis powszechny)
- 1979 - 25 300
- 1980 - 27 664
- 1981 - 35 653
- 1982 - 38 931
- 1983 - 40 751
- 1984 - 45 437
- 1985 - 48 419
- 1986 - 52 134
- 1987 - 54 900
- 1988 - 53 685   (spis powszechny)
- 1989 - 55 765
- 1990 - 57 375
- 1991 - 59 349
- 1992 - 58 314
- 1993 - 60 183
- 1994 - 59 567
- 1995 - 59 868
- 1996 - 60 433
- 1997 - 60 797
- 1998 - 60 937
- 1999 - 61 018
- 2000 - 61 100
- 2001 - 60 874
- 2002 - 63 208   (spis powszechny)
- 2003 - 62 670
- 2004 - 62 437
- 2005 - 62 192
- 2006 - 61 819
- 2007 - 61 496
- 2008 - 61 418
- 2009 - 61 135
- 2010 - 60 768
- 2011 - 60 222
- 2012 - 60 032
- 2013 (30 czerwca) - 59 867  [7]
- 2013 (31 grudnia) - 59 565
- 2014 - 59 305
- 2017 - 58 182  [8]
- 2018 - 57 432
- 2019 - 56 973
- 2020 - 54 547
- 2021 - 53 718
- 2022 - 52 851  [9].

## Powierzchnia Bełchatowa
- 1995 - 34,63 km²
- 2006 - 34,64 km²

## Źródła
- 1939-1979 Roczniki statystyczne GUS
- 1980-1994 Roczniki demograficzne GUS
- 1995-2006 Bank danych regionalnych GUS